# Im Schatten der Ärzte
Im Schatten der Ärzte (En la sombra de los doctores) es el tercer álbum de Die Ärzte. Los sencillos desprendidos son Wegen dir y Du willst mich küssen.

## Track listing
1. "Du willst mich küssen" [Quieres besarme] (Urlaub) – 3:08
2. "Dein Vampyr" [Tu vampiro](Felsenheimer) – 3:20
3. "...Und es regnet" [...y está lloviendo] (Urlaub/Runge/Felsenheimer) – 3:15
4. "Alles" [Todo] (Felsenheimer/Felsenheimer-Urlaub) – 2:55
5. "Rennen, nicht laufen!" [Corra, no camine] (Urlaub/Urlaub-Felsenheimer) – 2:40
6. "Wie ein Kind" [Como un niño] (Runge) – 3:33
7. "Wie ein Kind (Reprise)" (Runge) – 0:21
8. "Wegen dir" [Debido a ti] (Urlaub) – 3:05
9. "Die Antwort bist du" [La respuesta eres tú] (Felsenheimer) – 3:17
10. "Buddy Holly's Brille" [Las gafas de Buddy Holly] (Urlaub) – 3:33
11. "Käfer" [Escarabajo] (Urlaub) – 2:48
12. "Ich weiß nicht (ob es Liebe ist)" [No sé (si esto es amor)] (Urlaub) – 3:53
13. "Was hat der Junge doch für Nerven" [Que nervios tiene el joven] (Urlaub) – 3:55

- Datos: Q1659466